# Monti Blu

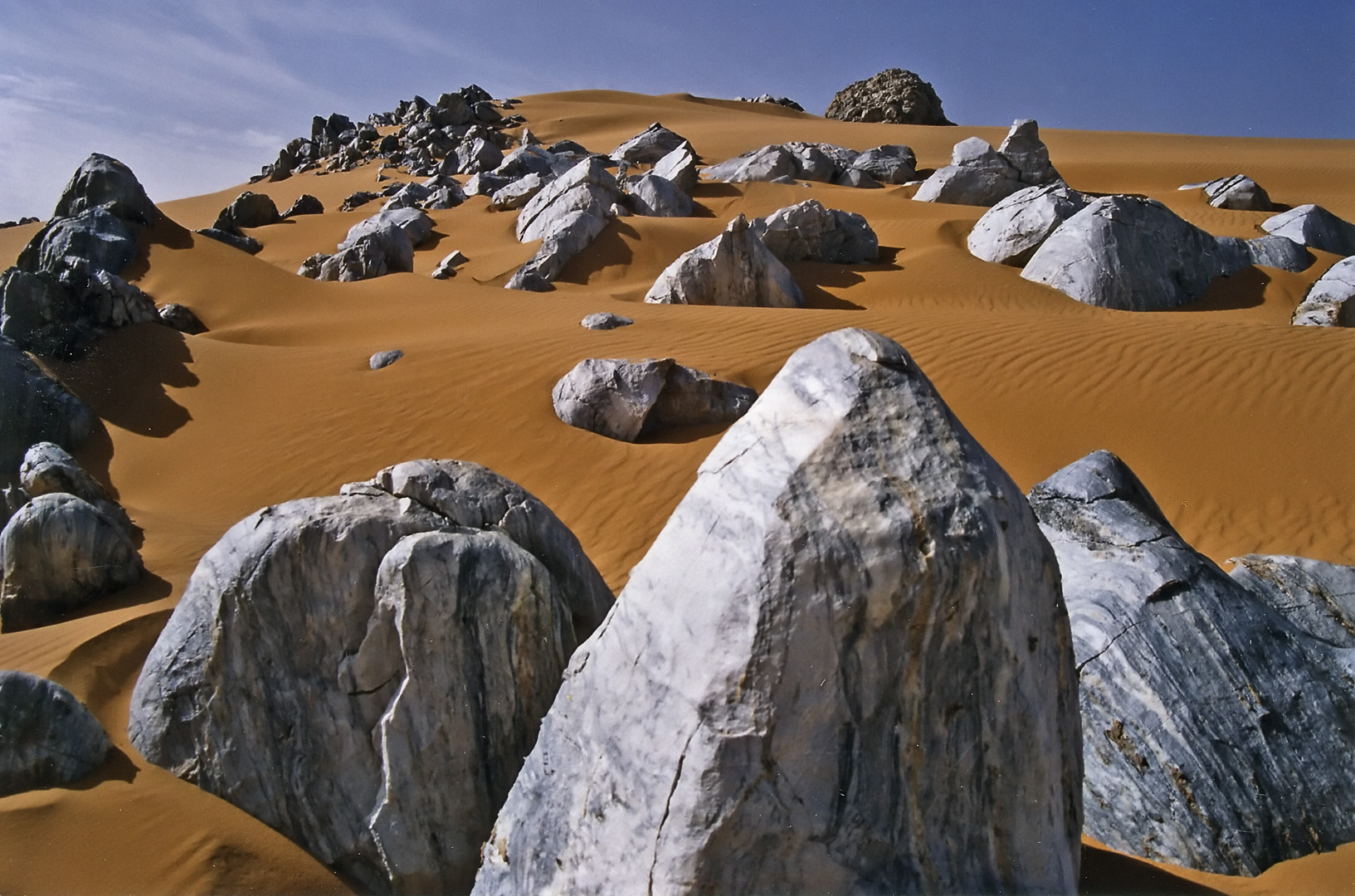
Le "Montagnes Bleus" nel massiccio dell'Aïr.

I Monti Blu (in francese: Montagnes Bleus; in lingua tamasheq: Izouzaouene o Izouzaoenehe) sono una catena montuosa del Niger situata nella parte nordorientale del massiccio dell'Aïr, circa 100 km a est-nordest del villaggio e oasi di Iférouane e 30 km a nordest dell'oasi di Tezerik.

## Posizione geografica
I Monti Blu sono separati dalla porzione principale del massiccio dalle dune sabbiose dell'erg del Ténéré e da una spianata di deserto ghiaioso; rappresentano un affioramento roccioso che si innalza fino a 924 m, circa 300 m al di sopra della topografia circostante.
I Monti Blu sono compresi all'interno dell'area della Riserva naturale Aïr-Ténéré, classificata come Patrimonio dell'umanità dall'UNESCO e recentemente sono stati inclusi nel Santuario dell'Addax dell'Aïr e Ténéré. Nonostante l'accessibilità non facile, erano diventati un'attrazione turistica durante il periodo di fioritura del turismo nigeriano nei tardi anni 1990 e all'inizio del 2000. 

## Geologia
Da un punto di vista geologico sono caratterizzati dagli affioramenti di marmo cipollino formatisi sotto alte pressioni e temperatura da calcare di sedimenti oceanici. Sono presenti anche intrusioni di altri minerali quali mica e serpentino che complessivamente danno una componente bluastra alla luce riflessa.
È proprio questo luccichio bluastro contro la sabbia arancione del deserto che ha dato la denominazione a questi monti.